# Herren är här, var inte rädda
Herren är här, var inte rädda är en sång med text och musik av John Larsson, översatt till svenska av Margareta Ivarsson.

## Publicerad i
- Sångboken 1998 som nr 174.
- Sjung inför Herren del 1. som nr 29.